# Kurt Bellmann
Kurt Bellmann (* 29. Januar 1901 in Kiel; † 15. Oktober 1980 in Lübeck) war ein deutscher Jurist, der durch seine Mitwirkung an mindestens 110 Todesurteilen am Sondergericht Prag als „Blutrichter von Prag“ bekannt wurde.

## Juristische Laufbahn
An der Universität Kiel studierte Bellmann Rechtswissenschaften und wurde mit der im Jahre 1924 veröffentlichten  Dissertation Die Effektenprämiengeschäfte unter dem Gesichtspunkt ihrer Unwirksamkeit: Ein Beitrag zur Lehre von den Termingeschäften zum Dr. jur. promoviert. Seine juristische Laufbahn begann er als Hilfsrichter am Amts-, Land- und Oberlandesgericht Kiel bis zum 1. Oktober 1938. Unmittelbar danach erfolgte seine Versetzung an das Landgericht Hannover, wo er als Landgerichtsdirektor und Vorsitzender einer Strafkammer wirkte. Zum 1. Mai 1933 trat er der NSDAP bei (Mitgliedsnummer 2.734.168). In Kiel und Hannover war Bellmann als Blockleiter der NSDAP eingesetzt. Am Sondergericht Hannover war Bellmann formal von April 1940 bis 31. Dezember 1943 als Vorsitzender der Abteilung.

## Tätigkeit am Sondergericht Prag
Vom 1. Dezember 1941 bis April 1945 wirkte er an der Rechtsprechung des Sondergerichts beim Deutschen Landgericht Prag mit. Im Jahre 1944 war er Vorsitzender einer Kammer am Sondergericht Prag, die nur politische Delikte verhandelte und deshalb auch Reichsfeindekammer genannt wurde. Bellmann zeichnete sich durch eine strenge Verhandlungsführung aus. Frauen, die während der Verhandlung weinten, ließ er im Mund knebeln. Auch verordnete er für die Verhafteten Regeln der Brotversorgung, die so klein bemessen waren, dass aus Schwäche Angeklagte während der Verhandlung in Ohnmacht fielen. Erst viele Jahre nach 1945 wurde durch Aktenfunde bekannt, dass er an mehr als 110 Todesurteilen mitgewirkt hat.
Für seine juristischen Tätigkeiten wurde Bellmann am 6. März 1942 mit dem Kriegsverdienstkreuz 2. Klasse ausgezeichnet. Im Jahre 1944 wurde er für die Verleihung des Kriegsverdienstkreuzes 1. Klasse vorgeschlagen. In Pilsen war Bellmann bei den Škoda-Werken Mitglied in Verwaltungsrat, was ihn aber nicht daran hinderte, auch dort Angehörige des Werkes als „Reichsfeinde“ zum Tode zu verurteilen. Grundsätzlich verhängte die Kammer unter dem Vorsitz von Bellmann die Todesstrafe, wenn Beschuldigte eine Person mit jüdischer Religionszugehörigkeit vor der Verfolgung der Gestapo verborgen hatten. Gleichfalls wurden Mitglieder einer Familie zum Tode verurteilt, wenn sie eigenen Familienangehörigen vor der Gestapo Unterschlupf gewährten. Dabei gab es im Protektorat Böhmen und Mähren keine gesetzlichen Strafen für den Fall der Unterschlupfgewährung von Juden.

## Haft in der Tschechoslowakei
Am 25. Juli 1946 wurde er den Behörden in Pilsen übergeben. Danach wurde er nach Prag in das Gefängnis Pankrác überstellt. In der Verhandlung über seine Tätigkeit am Sondergericht Prag konnte man ihm seine Mitwirkung an vier Todesurteilen durch vorliegende Aktenfunde nachweisen. Er wurde zu lebenslanger Haft verurteilt, die er in einem Gefängnis in Pilsen antrat. Im Jahre 1955 erfolgte seine Überstellung in die Bundesrepublik Deutschland als nichtamnestierter Kriegsverbrecher (unter der Nummer A-38/62 in der Tschechoslowakei registriert).

## Nachkriegszeit
Schon ab dem 19. März 1956 konnte Bellmann wieder am Landgericht Hannover seine alte Stellung als Landgerichtsdirektor antreten. Dies erreichte er durch eine Fürsprache des niedersächsischen Justizministers Arvid von Nottbeck (FDP). Im Jahre 1960 kam es wegen der Vorwürfe in verschiedenen Schriften der DDR und der Tschechoslowakei gegen Bellmann zu Vorermittlungen bei der Staatsanwaltschaft des Landgerichts Hannover. In der Einstellungsverfügung, die einen Umfang von 165 Seiten hatte, kam es zu einer folgenden Wertung:
Die Anzeigen ... sind nichts anderes als Kampfmittel im Kampf des östlichen Weltkommunismus gegen die westlichen Demokratien und müssen als solche gesehen, erkannt und gewertet werden.
Zu den Vorwürfen bezüglich der gefällten Urteile am Sondergericht Prag mit mehr als 110 Todesurteilen in den Kammern, in denen Bellmann den Vorsitz führte, wurde in der Einstellungsverfügung (Az.: 2 Js 209/60) vom 5. Mai 1961 des Oberstaatsanwalts  des Landgerichts Hannover ausgeführt:
Er habe die Urteile nicht allein gefällt. Alle Urteile seien sorgfältig beraten und ausführlich begründet worden. In einigen Fällen sei er überstimmt worden. Das Beratungsgeheimnis und mangelndes Erinnerungsvermögen hinderten ihn, diese Fälle namhaft zu machen. Er müsse deshalb in jedem Einzelfall sich auf die Möglichkeit berufen, daß er überstimmt sei. Außerdem habe er niemals Todesurteilen gegen die Bedenken eines Beisitzers zugestimmt. Er müsse es aber ablehnen, das Beratungsgeheimnis zu lüften, das er für das Fundament jeder richterlichen Spruchtätigkeit halte.
In einem Schreiben des Ministers der Justiz von Niedersachsen an den Bundesminister der Justiz vom 2. Juli 1962 wurde ausgeführt, dass 21 Richter und Staatsanwälte den Justizdienst verlassen hätten. Zu diesen Personen gehörte auch der Landgerichtsdirektor Bellmann.
Eine Kurzvita von ihm ist im Braunbuch der DDR aufgeführt.

## Schriften
- Die Effektenprämiengeschäfte unter dem Gesichtspunkt ihrer Unwirksamkeit: Ein Beitrag zur Lehre von den Termingeschäften, Rechts- und staatswissenschaftliche Dissertation, Kiel 1924